# Honda IMAS
Honda IMAS – koncepcyjny samochód sportowy Hondy napędzany napędem hybrydowym wykonany z włókna węglowego i aluminium dzięki czemu posiada imponująco niski współczynnik oporu powietrza – 0,2 Cx.
Auto z silnikiem hybrydowym dzięki lekkiej masie potrafi spalić 1l paliwa na 40 km. We wnętrzu kierowca ma do dyspozycji dwa płaskie ekrany pokazujące wszystkie niezbędne informacje na temat modelu. Pojazd wyposażono w nawigację oraz kamery.